# أندي تاونسند
أندي تاونسند (بالإنجليزية: Andy Townsend)‏ مواليد 23 يوليو 1963 في إنجلترا، هو لاعب كرة قدم بريطاني دولي سابق كان يلعب كلاعب وسط. سبق له أن لعب في كأس العالم لكرة القدم مع منتخب بلاده. لعب خلال مسيرته 638 مباراة سجل خلالها 52 هدفاً.

## المسيرة الاحترافية

### أندية لعب لها
- نادي ساوثهامبتون
- نورويتش سيتي
- تشيلسي
- أستون فيلا
- نادي ميدلزبره
- ويست بروميتش ألبيون

## روابط خارجية
- أندي تاونسند على موقع IMDb (الإنجليزية)
- أندي تاونسند على موقع قاعدة بيانات الفيلم (الإنجليزية)

- أندي تاونسند على موقع الاتحاد الدولي (مؤرشف)  (الإنجليزية)
- أندي تاونسند على موقع الاتحاد الأوربي (الإنجليزية)
- أندي تاونسند على موقع قاعدة بيانات كرة القدم.إي يو (الإنجليزية)
- أندي تاونسند على موقع ناشيونال فوتبول تيمز (الإنجليزية)
- أندي تاونسند على موقع Soccerbase.com (لاعب) (الإنجليزية)
- أندي تاونسند على موقع عالم كرة القدم.نت (الإنجليزية)